# Sundaram Finance
Sundaram Finance Limited (SFL) ist ein Kreditinstitut und Finanzdienstleister mit Sitz in Chennai (Indien). Es ist Teil der TVS Group.

## Geschichte
SFL wurde 1954 von der Madras Motor Insurance Company gegründet, die Teil der TVS Group war. Es wurde 1961 in eine Aktiengesellschaft umgewandelt und ist seit 1972 an der Börse gelistet. Zu den wichtigsten Geschäftsfeldern des Unternehmens gehören die Kauf- und Leasingfinanzierung für Nutzfahrzeuge, Personenkraftwagen und Maschinen sowie Versicherungen, Wertpapierhandel und Hypothekengeschäfte.
Mit seinen acht Tochtergesellschaften bildet SFL die Sundaram Finance Group. Am 31. März 2018 hatte SFL 622 Filialen, von denen sich 366 im Süden Indiens befinden. Das Unternehmen war 2016 in den Forbes India Super 50 gelistet.
SFL ist zu 11,08 % an Wheels India beteiligt.